# Grecja na Mistrzostwach Świata w Lekkoatletyce 2015
Grecja na Mistrzostwach Świata w Lekkoatletyce 2015 – reprezentacja Grecji podczas czempionatu w Pekinie liczyła 10 zawodników. Grecy zdobyli jeden medal – brązowy krążek Nikolety Kiriakopulu w skoku o tyczce.

## Występy reprezentantów Grecji

### Mężczyźni

#### Konkurencje biegowe
| Konkurencja                | Zawodnik                   | Eliminacje | Eliminacje | Półfinał | Półfinał | Finał    | Finał   |
| Konkurencja                | Zawodnik                   | Rezultat   | Pozycja    | Rezultat | Pozycja  | Rezultat | Pozycja |
| -------------------------- | -------------------------- | ---------- | ---------- | -------- | -------- | -------- | ------- |
| Bieg na 200 m              | Likurgos-Stefanos Tsakonas | 20,14      | 4. Q       | 20,22    | 11.      | NQ       | NQ      |
| Bieg na 110 m przez płotki | Konstandinos Duwalidis     | 13,58      | 23. q      | 13,79    | 24.      | NQ       | NQ      |
| Chód na 20 km              | Aleksandros Papamichail    | —          | —          | —        | —        | 1:24:11  | 25.     |
| Chód na 50 km              | Aleksandros Papamichail    | —          | —          | —        | —        | DNF      | DNF     |

#### Konkurencje techniczne
| Konkurencja   | Zawodnik               | Eliminacje  | Eliminacje | Finał    | Finał   |
| Konkurencja   | Zawodnik               | Rezultat    | Pozycja    | Rezultat | Pozycja |
| ------------- | ---------------------- | ----------- | ---------- | -------- | ------- |
| Skok wzwyż    | Konstandinos Baniotis  | 2,31 m (SB) | 8. Q       | 2,20 m   | 14.     |
| Skok o tyczce | Konstandinos Filipidis | 5,55 m      | =25.       | NQ       | NQ      |

### Kobiety

#### Konkurencje biegowe
| Konkurencja   | Zawodniczka       | Eliminacje | Eliminacje | Półfinał | Półfinał | Finał    | Finał   |
| Konkurencja   | Zawodniczka       | Rezultat   | Pozycja    | Rezultat | Pozycja  | Rezultat | Pozycja |
| ------------- | ----------------- | ---------- | ---------- | -------- | -------- | -------- | ------- |
| Bieg na 200 m | Maria Belimbasaki | 23,15      | 24. q      | 23,28    | 23.      | NQ       | NQ      |

#### Konkurencje techniczne
| Konkurencja   | Zawodniczka            | Eliminacje | Eliminacje | Finał    | Finał   |
| Konkurencja   | Zawodniczka            | Rezultat   | Pozycja    | Rezultat | Pozycja |
| ------------- | ---------------------- | ---------- | ---------- | -------- | ------- |
| Skok o tyczce | Nikoleta Kiriakopulu   | 4,55 m     | 1. q       | 4,80 m   | brąz    |
| Skok o tyczce | Katerina Stefanidi     | 4,45 m     | 15.        | NQ       | NQ      |
| Rzut dyskiem  | Chrisula Anagnostopulu | 58,20      | 23.        | NQ       | NQ      |

| Siedmiobój     | Siedmiobój         | Siedmiobój | Siedmiobój | Siedmiobój |
| Zawodniczka    | Konkurencja        | Wynik      | Punkty     | Pozycja    |
| -------------- | ------------------ | ---------- | ---------- | ---------- |
| Sofia Ifandidu | Bieg na 100 m p.pł | 13,71      | 1011       | 21.        |
| Sofia Ifandidu | Skok wzwyż         | 1,68 (SB)  | 830        | =28.       |
| Sofia Ifandidu | Pchnięcie kulą     | 12,94      | 723        | 26.        |
| Sofia Ifandidu | Bieg na 200 m      | 25,93      | 803        | 32.        |
| Sofia Ifandidu | Skok w dal         | 5,75       | 774        | 28.        |
| Sofia Ifandidu | Rzut oszczepem     | 56,19      | 980        | 1.         |
| Sofia Ifandidu | Bieg na 800 m      | 2:19,55    | 830        | 18.        |
| Razem          | Razem              | Razem      | 5951       | 19.        |